# Rayeuk Pange
Rayeuk Pange is een bestuurslaag in het regentschap Aceh Utara van de provincie Atjeh, Indonesië. Rayeuk Pange telt 514 inwoners (volkstelling 2010).